# Munke Bjergby
Munke Bjergby er en by i Vestsjælland med 317 indbyggere  (2024), beliggende 5 km sydøst for Dianalund og 11 km nord for Sorø. Byen hører til Sorø Kommune og ligger i Region Sjælland.
Munke Bjergby hører til Munke Bjergby Sogn, og Munke Bjergby Kirke ligger i byen.

## Historie

### Jernbanen
Munke Bjergby Station lå på Sorø-Vedde-banen (1903-50). Efter nedlæggelsen af banen blev stationsbygningen plejehjem under Kolonien Filadelfia. Senere blev den privat bolig. Den er bevaret på Kirkebakkevej 8A.